# Gotra caveata
Gotra caveata là một loài tò vò trong họ Ichneumonidae.